# Horst Edler von der Planitz
Karl Eugen Horst Edler von der Planitz, né le 11 août 1859 à Dresde et mort dans cette même ville, le 9 juin 1941, est un général d'infanterie saxon pendant la Première Guerre mondiale.

## Carrière militaire
En 1877, Planitz rejoint le 108e régiment de tirailleurs (de) de l'Armée saxonne en tant qu'officier.
De 1904 à 1906, il est chef de département au ministère de la guerre de Saxe. En 1905, il est promu Colonel et assure le commandement du 108e régiment de tirailleurs à partir du 22 janvier 1906. Le 23 mars 1910, il obtient le grade de Major général. Fin septembre de la même année, il obtient le commandement de la 46e brigade d'infanterie (2. Königlich Sächsische) au sein de La 23e division d'infanterie, également appelée 1re division d'infanterie du Royaume de Saxe. Un an plus tard, le 23 septembre 1911, il est passe au grade de Generalleutnant et assure le commandement de la 32e division d'infanterie à partir du 25 mars 1913.
C'est à ce poste qu'il débute la Première Guerre mondiale. Le 17 avril 1916, il est nommé commandant général du 12e corps d'armée. Le 5 avril 1917, il est nommé General der Infanterie. À partir du 23 novembre, il commande le 25e corps de réserve puis le 12e corps de réserve du 15 décembre 1917 au 24 juillet 1918. 
Malade, von der Planitz demande alors à pouvoir se retirer, ce qu'il obtient le 24 juillet 1918.

## Famille
Horst Edler von der Planitz est le deuxième enfant de Karl Albert Eugen Eugen Edler von der Planitz (1827-1866), mort près de Königgrätz, et de son épouse Antonie, née Maass.
Horst Edler Von der Planitz s'est marié deux fois. Le 6 novembre 1892, il épouse à Bautzen Marga Hermine von Koppenfels (de) (1871-1917), fille du président du tribunal de district Heinrich Ferdinand von Koppenfels (1829-1893). Ce mariage donna naissance à un fils, Karl Ferdinand von der Planitz (1893-1945). Après la mort de sa première femme, il épouse le 5 septembre 1922 Hertha von Funke (de) (1883-1964), fille de Ferdinand von Funcke auf Kieritzsch et veuve de Victor Freiherr von Ferber, décédé en 1904, conseiller du gouvernement royal saxon.

## Prix et distinctions
- Croix de fer (1914) IIe et Ire classe.
- Commandeur IIe classe de Ordre militaire de Saint-Henri (6 décembre 1916)[2].
- Pour le Mérite (20 mai 1917)[3].
- Grand-Croix de l'Ordre du Mérite Saxon (sabres croisés) (18 juillet 1918)[4].